# Школа № 22 (Мелитополь)
Мелитопольская средняя школа № 22 — общеобразовательное учебное заведение в городе Мелитополь Запорожской области.

## История
Школа была построена в 1938 году в рекордно короткие сроки — всего за три месяца. В то время мелитопольские школы были переполнены, а новая школа стала первой семилеткой в районе Юровки. Инициатива строительства школы принадлежала Сталинской железной дороге, первоначально школа называлась школа № 69 Сталинской железной дороги. Для постройки школы пришлось выкорчевать черешневый сад, который до этого рос на её месте.
В 2003 году случился пожар в кабинете завуча — из-за котельной, расположенной в подвале под кабинетом. Школа № 22 была переведена с твёрдого топлива на природный газ последней из школ города — газовая котельная при школе была введена в эксплуатацию в 2009 году.
В 2010 году во дворе школы была высажена кленовая аллея, а в 2011 году — открыт памятный знак в честь дважды Героя Советского Союза Амет-хана Султана, лётчика, получившего Орден Красного Знамени за отвагу в Мелитопольской наступательной операции, и потом часто приезжавшего в Мелитополь. Неслучайно, что знак в честь крымскотатарского лётчика открыт в школе, где наиболее сильны крымскотатарские традиции.
Летом 2011 года в школе полностью сменился руководящий состав. Новым директором стала Алла Клименко.
С 1938 года школу окончили более 5000 выпускников.

## Внеклассная работа
При школе действует факультатив крымскотатарского языка и работает интеркультурный музей.

## Традиции
Ученики создали в школе детскую Республику «Кредо», с собственным президентом и мэрами городов.

## Известные учителя
- Валентина Мефодиевна Сахацкая (род. 1958) — директор Мелитопольского краеведческого музея, депутат Мелитопольского горсовета. С 1976 года работала в школе № 22 старшей пионервожатой, а с 1990 года (после окончания Мелитопольского пединститута) — учителем химии.[8]
- Лейла Ризаевна Ибрагимова — директор Мелитопольского краеведческого музея, представитель Мелитопольского регионального комитета содействия возвращению крымских татар на историческую родину «Азат». 12 лет работала в школе № 22 заместителем директора по воспитательной работе.[9]

## Известные выпускники
- Юрий Ушаков и Василий Фиденко — советские воины-интернационалисты, погибшие в Афганской войне. В их память на здании школы установлена мемориальная доска.[10]